# Ismenos (Vasenmaler)
Ismenos (altgriechisch Ἰσμηνός) war ein attisch-schwarzfiguriger Vasenmaler, tätig am Ende des 6. Jahrhunderts v. Chr.
Er ist nur durch seine Signatur auf einem Schalenfragment von der Athener Akropolis bekannt, die wahrscheinlich vom Töpfer Nikosthenes getöpfert wurde.